# Decaisnina congesta
Decaisnina congesta är en tvåhjärtbladig växtart som beskrevs av B.A. Barlow. Decaisnina congesta ingår i släktet Decaisnina och familjen Loranthaceae. Inga underarter finns listade i Catalogue of Life.